# Корниленко, Сергей Александрович
Серге́й Алекса́ндрович Корниле́нко (бел. Сяргей Аляксандравіч Карніленка; род. 14 июня 1983[…], Витебск) — белорусский футболист, выступал на позиции нападающего.Футбольный тренер и функционер.

## Клубная карьера

### Чемпионат Беларуси
Уже в 15 лет Сергей Корниленко участвовал в тренировках основного состава витебского «Локомотива-96», а в возрасте 16 лет дебютировал в Высшей лиге Беларуси. На следующий сезон перспективного форварда пригласили в минское «Динамо». Проведя первый сезон в молодёжном составе, в 2002 году он закрепился в основе (15 матчей, 5 голов), а через год стал лучшим бомбардиром первенства и завоевал вместе с командой бронзу чемпионата и Кубок Беларуси.

### «Динамо» (Киев)
После успешного сезона 2003 года на двадцатилетнего форварда обратили внимание зарубежные клубы. В декабре Сергей Корниленко съездил на просмотр в «Штутгарт», где в то время играл его соотечественник Александр Глеб, но руководство немецкого клуба отложило решение по этому трансферу до января следующего года. Тем временем, «Динамо» (Киев) сделало предложение нападающему, и 16 января стороны заключили контракт до 2008 года. Во втором круге сезона 2003/04 форвард провёл 9 матчей, забил два гола и вместе со своей новой командой завоевал золотые медали украинского первенства.
Летом 2004 года пригласивший Сергея Корниленко в Киев главный тренер Алексей Михайличенко оставил свой пост, а новый главный тренер Йожеф Сабо сделал ставку на других футболистов, и Корниленко в новом сезоне имел практику только во второй команде. После окончания первой части чемпионата киевляне изъявили желание отдать игрока в аренду в другой клуб. Изначально фигурировал «Ростов», однако после того, как интерес проявил «Днепр», Корниленко на правах аренды начал выступление в Днепропетровске.

### «Днепр»
Во второй части чемпионата 2004/05 Корниленко выступал за «Днепр» на правах аренды. Бомбардирский результат (7 голов в 14 играх) оказал хорошее впечатление на руководство «Днепра», и в межсезонье 2005 «Днепр» выкупил контракт у киевского «Динамо» и заключил с нападающим трёхлетнее соглашение.
В чемпионате 2006/07 забил 10 голов в 26 играх и стал третьим бомбардиром чемпионата Украины. Однако в заключительном туре он заработал удаление и, как следствие, пятиматчевую дисквалификацию («за толчок арбитра и нецензурную брань»). Пропустив начало нового сезона, форвард был вытеснен из основного состава нападающими Воробьём и Самодиным. Ещё в зимнюю паузу, в январе 2008 года, стал искать себе новую команду, но остался в «Днепре» до окончания чемпионата. В том сезоне Корниленко сыграл в 9-ти матчах, не забив ни одного гола. После окончания чемпионата Сергей по приглашению Мирослава Ромащенко слетал на просмотр в Томск. Пока вопрос о переходе в «Томь» оставался открытым, Корниленко вернулся в Днепропетровск и успел принять участие в 4-х матчах начавшегося чемпионата Украины.

### «Томь»
В конце августа 2008 года Корниленко подписал с «Томью» контракт на 2,5 года. В чемпионате России 2009 года Сергей стал лучшим бомбардиром команды, забив в первой части сезона 6 мячей. Из-за трудной финансовой ситуации (многомесячной задолженности по зарплате) в июле 2009 года Корниленко подал заявление о разрыве контракта в Палату РФС по разрешению споров и заключил соглашение с «Зенитом» Санкт-Петербург. Позднее отозвал своё заявление, а «Зенит» выплатил томскому клубу компенсацию в два миллиона долларов.

### «Зенит», «Томь»

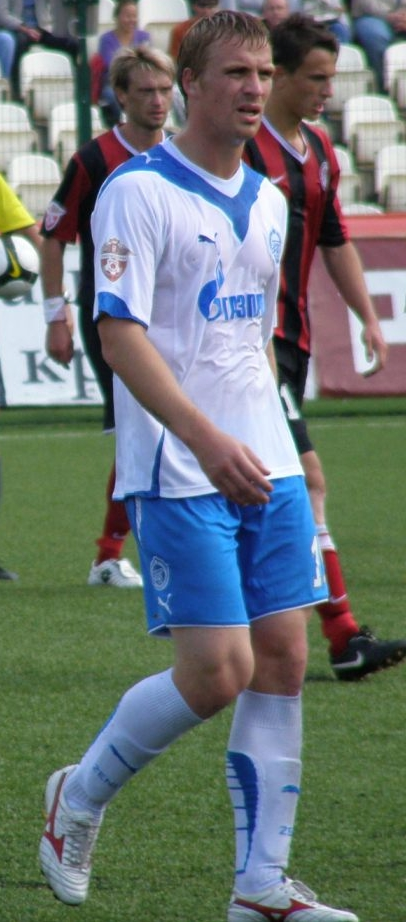
Сергей Корниленко в матче с «Амкаром» (18 августа 2009)

Летом 2009 года Корниленко подписал контракт с «Зенитом» на 4,5 года. В это же время команду покинул Павел Погребняк, Фатих Текке был травмирован, и Корниленко на безальтернативной основе временно стал основным нападающим команды. В сезоне-2009 провёл за клуб 14 игр, сумел забить гол в первом же матче за новую команду, однако, в дальнейшем больше ни разу не смог поразить ворота соперников.
По окончании сезона руководство «Зенита» выставило форварда на трансфер, существовала вероятность, что он вернётся в «Томь» или перейдёт в английский «Вест Хэм Юнайтед» (где он находился на просмотре). Однако в итоге руководство «Вест Хэма» отказалось приобретать Корниленко. 9 марта 2010 года Корниленко был отдан в аренду в «Томь» на сезон-2010, но, по желанию «Зенита» мог быть возвращён в летнее трансферное окно.

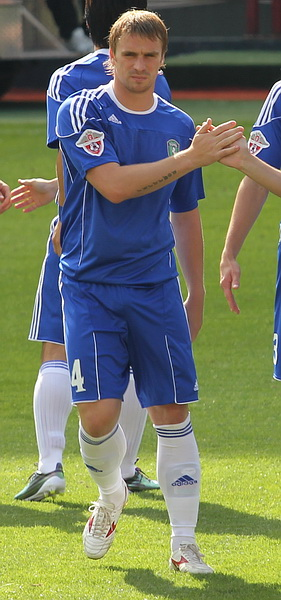
Корниленко в составе «Томи»

В первом же матче за томскую команду в розыгрыше чемпионата России 2010 против «Ростова» Сергей оформил дубль, обеспечив тем самым своей команде гостевой успех со счётом 0:2.

### «Рубин», «Блэкпул»
26 августа было объявлено о том, что Корниленко переходит в казанский «Рубин» до конца года на правах аренды.
В январе 2011 года отправился в аренду в «Блэкпул», став третьим после Сергея Гоцманова и Александра Глеба белорусским футболистом когда-либо выступавшим в АПЛ. Дебютировал за основную команду 22 февраля против «Тоттенхэма», выйдя в стартовом составе, Корниленко поучаствовал в голевой атаке, отдав пас пяткой на Джеймса Битти, а «апельсиновые» в том матче выиграли 3:1. Во втором матче Корниленко сыграл 29 минут и покинул поле, а его «Блэкпул» проиграл «Вулверхэмтону». В последнем матче за клуб против «Тоттенхэма» Корниленко смог отметиться только «горчичником». По окончании сезона в статусе свободного агента отказался подписать новый контракт с «Блэкпулом» по причине вылета клуба из АПЛ.

### «Крылья Советов»
25 августа 2011 года было объявлено о переходе игрока в «Крылья Советов». 22 августа 2012 года продлил контракт до 2016 года. Сергей Корниленко является лучшим бомбардиром «Крыльев Советов» в российской истории (57 голов). Корниленко посвящён фильм «Легенда № 8», сделанный клубным телевидением «Крыльев Советов».
13 января 2019 года форвард продлил контракт с клубом ещё на один сезон.
10 июля 2019 года было объявлено о том, что Корниленко завершает карьеру игрока и становится тренером основной команды. Он вошёл в штаб Миодрага Божовича. Перед матчем с московским ЦСКА 14 июля 2019 года Корниленко попрощался с болельщиками как игрок: он нанёс первый удар по мячу в этой игре и поприветствовал зрителей с центра поля. После этого он отправился на фанатский сектор, где вместе с болельщиками поддерживал «Крылья Советов».
Летом 2020 года Корниленко стал спортивным директором «Крыльев».
18 февраля 2021 года было объявлено, что Сергей Корниленко будет заявлен за «Крылья Советов» в Первенстве ФНЛ для того, чтобы провести свой прощальный матч на «Самара Арене». 8 мая вышел на замену на 82-й минуте в своём прощальном матче за «Крылья Советов» против «Краснодара-2» и уже на 84-й минуте забил гол. До этого матча не играл на профессиональном уровне два года.

## В сборной
Участник молодёжного чемпионата Европы 2004 в Германии и Олимпийских игр 2012 в Лондоне.

## Достижения

### Командные
«Динамо» (Минск)
- Бронзовый призёр чемпионата Беларуси: 2003
- Обладатель Кубка Беларуси: 2002/03

«Динамо» (Киев)
- Чемпион Украины: 2003/04

«Зенит»
- Бронзовый призёр чемпионата России: 2009

«Рубин»
- Бронзовый призёр чемпионата России: 2010

«Крылья Советов»
- Победитель первенства ФНЛ: 2014/15, 2020/21

### Личные
- Лучший бомбардир чемпионата Беларуси: 2003
- Лучший нападающий ФНЛ: 2017/18[18]
- Рекордсмен ФК Крылья Советов по количеству забитых мячей во всех официальных турнирах с 1992 года (57 голов)[19]

### Государственные награды
- Почетный знак губернатора За труд во благо земли Самарской (8 мая 2021)[20]

## Статистика выступлений

### Клубная
| Выступление            | Выступление      | Выступление      | Лига | Лига | Кубки страны | Кубки страны | Еврокубки | Еврокубки | Итого | Итого |
| Клуб                   | Лига             | Сезон            | Игры | Голы | Игры         | Голы         | Игры      | Голы      | Игры  | Голы  |
| ---------------------- | ---------------- | ---------------- | ---- | ---- | ------------ | ------------ | --------- | --------- | ----- | ----- |
| Локомотив-96 (Витебск) | Высшая лига      | 2000             | 4    | 0    | —            | —            | —         | —         | 4     | 0     |
| Локомотив-96 (Витебск) | Итого            | Итого            | 4    | 0    | —            | —            | —         | —         | 4     | 0     |
| → Локомотив (Витебск)  | Вторая лига      | 2000             | 6    | 3    | —            | —            | —         | —         | 6     | 3     |
| → Локомотив (Витебск)  | Итого            | Итого            | 6    | 3    | —            | —            | —         | —         | 6     | 3     |
| «Динамо-Юни» (Минск)   | Первая лига      | 2000             | 10   | 2    | —            | —            | —         | —         | 10    | 2     |
| «Динамо-Юни» (Минск)   | Первая лига      | 2001             | 12   | 2    | —            | —            | —         | —         | 12    | 2     |
| «Динамо-Юни» (Минск)   | Итого            | Итого            | 24   | 4    | —            | —            | —         | —         | 24    | 4     |
| Динамо (Минск)         | Высшая лига      | 2001             | —    | —    | —            | —            | —         | —         | 0     | 0     |
| Динамо (Минск)         | Высшая лига      | 2002             | 15   | 5    | —            | —            | —         | —         | 15    | 5     |
| Динамо (Минск)         | Высшая лига      | 2003             | 30   | 18   | —            | —            | 2         | 0         | 32    | 18    |
| Динамо (Минск)         | Итого            | Итого            | 45   | 23   | —            | —            | 2         | 0         | 47    | 23    |
| Динамо (Киев)          | Высшая лига      | 2003/04          | 9    | 2    | 1            | 0            | —         | —         | 10    | 2     |
| Динамо (Киев)          | Высшая лига      | 2004/05          | —    | —    | 2            | 0            | —         | —         | 2     | 0     |
| Динамо (Киев)          | Итого            | Итого            | 9    | 2    | 3            | 0            | —         | —         | 12    | 2     |
| → Динамо-3 (Киев)      | Вторая лига      | 2003/04          | 1    | 0    | —            | —            | —         | —         | 1     | 0     |
| → Динамо-3 (Киев)      | Итого            | Итого            | 1    | 0    | —            | —            | —         | —         | 1     | 0     |
| Днепр (Днепропетровск) | Высшая лига      | 2004/05          | 14   | 7    | 2            | 0            | 2         | 0         | 18    | 7     |
| Днепр (Днепропетровск) | Высшая лига      | 2005/06          | 27   | 5    | 1            | 0            | 7         | 2         | 35    | 7     |
| Днепр (Днепропетровск) | Высшая лига      | 2006/07          | 26   | 10   | 3            | 1            | 4         | 2         | 33    | 13    |
| Днепр (Днепропетровск) | Высшая лига      | 2007/08          | 9    | 0    | 1            | 0            | 4         | 1         | 14    | 1     |
| Днепр (Днепропетровск) | Высшая лига      | 2008/09          | 4    | 1    | —            | —            | 1         | 1         | 5     | 2     |
| Днепр (Днепропетровск) | Итого            | Итого            | 80   | 23   | 7            | 1            | 18        | 6         | 105   | 30    |
| Томь (Томск)           | Высшая лига      | 2008             | 3    | 0    | 1            | 1            | —         | —         | 4     | 1     |
| Томь (Томск)           | Высшая лига      | 2009             | 10   | 6    | 1            | 0            | —         | —         | 11    | 6     |
| Томь (Томск)           | Высшая лига      | 2010             | 15   | 11   | —            | —            | —         | —         | 15    | 11    |
| Томь (Томск)           | Итого            | Итого            | 28   | 17   | 2            | 1            | —         | —         | 30    | 18    |
| Зенит (СПб)            | Высшая лига      | 2010             | 11   | 1    | 1            | 0            | 2         | 0         | 14    | 1     |
| Зенит (СПб)            | Итого            | Итого            | 11   | 1    | 1            | 0            | 2         | 0         | 14    | 1     |
| → Рубин (Казань)       | Высшая лига      | 2010             | 8    | 3    | —            | —            | 5         | 0         | 13    | 3     |
| → Рубин (Казань)       | Итого            | Итого            | 8    | 3    | —            | —            | 5         | 0         | 13    | 3     |
| → Блэкпул              | Премьер-лига     | 2010/11          | 6    | 0    | —            | —            | —         | —         | 6     | 0     |
| → Блэкпул              | Итого            | Итого            | 6    | 0    | —            | —            | —         | —         | 6     | 0     |
| Крылья Советов         | Премьер-лига     | 2011/12          | 22   | 10   | —            | —            | —         | —         | 22    | 10    |
| Крылья Советов         | Премьер-лига     | 2012/13          | 22   | 3    | 2            | 0            | —         | —         | 24    | 3     |
| Крылья Советов         | Премьер-лига     | 2013/14          | 23   | 4    | —            | —            | —         | —         | 23    | 4     |
| Крылья Советов         | переходные матчи | 2013/14          | 2    | 0    | —            | —            | —         | —         | 2     | 0     |
| Крылья Советов         | ФНЛ              | 2014/15          | 27   | 6    | 5            | 1            | —         | —         | 32    | 7     |
| Крылья Советов         | Премьер-лига     | 2015/16          | 16   | 4    | 1            | 0            | —         | —         | 17    | 4     |
| Крылья Советов         | Премьер-лига     | 2016/17          | 26   | 8    | 2            | 1            | —         | —         | 28    | 9     |
| Крылья Советов         | ФНЛ              | 2017/18          | 33   | 15   | 8            | 1            | —         | —         | 41    | 16    |
| Крылья Советов         | Премьер-лига     | 2018/19          | 21   | 4    | 2            | 0            | —         | —         | 23    | 4     |
| Крылья Советов         | ФНЛ              | 2020/21          | 1    | 1    | —            | —            | —         | —         | 1     | 1     |
| Крылья Советов         | Итого            | Итого            | 193  | 55   | 20           | 3            | —         | —         | 213   | 58    |
| Всего за карьеру       | Всего за карьеру | Всего за карьеру | 415  | 131  | 33           | 5            | 27        | 6         | 475   | 142   |

### В сборной
| Матчи Корниленко за сборную Беларуси | Матчи Корниленко за сборную Беларуси | Матчи Корниленко за сборную Беларуси | Матчи Корниленко за сборную Беларуси | Матчи Корниленко за сборную Беларуси | Матчи Корниленко за сборную Беларуси | Матчи Корниленко за сборную Беларуси |
| ------------------------------------ | ------------------------------------ | ------------------------------------ | ------------------------------------ | ------------------------------------ | ------------------------------------ | ------------------------------------ |
| №                                    | Дата                                 | Оппонент                             | Счёт                                 | Голы Корниленко                      | Соревнование                         |                                      |
| 1                                    | 20 августа 2003                      | Иран                                 | 2:1                                  | -                                    | Товарищеский матч                    |                                      |
| 2                                    | 4 июня 2005                          | Словения                             | 1:1                                  | -                                    | Отборочные матчи ЧМ-2006             |                                      |
| 3                                    | 8 июня 2005                          | Шотландия                            | 0:0                                  | -                                    | Отборочные матчи ЧМ-2006             |                                      |
| 4                                    | 17 августа 2005                      | Литва                                | 0:1                                  | -                                    | Товарищеский матч                    |                                      |
| 5                                    | 12 ноября 2005                       | Латвия                               | 3:1                                  | 2                                    | Товарищеский матч                    |                                      |
| 6                                    | 28 февраля 2006                      | Греция                               | 0:1                                  | -                                    | Товарищеский матч                    |                                      |
| 7                                    | 1 марта 2006                         | Финляндия                            | 2:2                                  | 1                                    | Товарищеский матч                    |                                      |
| 8                                    | 30 мая 2006                          | Тунис                                | 0:3                                  | -                                    | Товарищеский матч                    |                                      |
| 9                                    | 2 июня 2006                          | Ливия                                | 1:1                                  | -                                    | Товарищеский матч                    |                                      |
| 10                                   | 16 августа 2006                      | Андорра                              | 3:0                                  | 1                                    | Товарищеский матч                    |                                      |
| 11                                   | 6 сентября 2006                      | Нидерланды                           | 0:3                                  | -                                    | Отборочные матчи ЧЕ-2008             |                                      |
| 12                                   | 7 октября 2006                       | Румыния                              | 1:3                                  | 1                                    | Отборочные матчи ЧЕ-2008             |                                      |
| 13                                   | 11 октября 2006                      | Словения                             | 4:2                                  | 2                                    | Отборочные матчи ЧЕ-2008             |                                      |
| 14                                   | 15 ноября 2006                       | Эстония                              | 1:2                                  | -                                    | Товарищеский матч                    |                                      |
| 15                                   | 7 февраля 2007                       | Иран                                 | 2:2                                  | -                                    | Товарищеский матч                    |                                      |
| 16                                   | 24 марта 2007                        | Люксембург                           | 2:1                                  | -                                    | Отборочные матчи ЧЕ-2008             |                                      |
| 17                                   | 2 июня 2007                          | Болгария                             | 0:2                                  | -                                    | Отборочные матчи ЧЕ-2008             |                                      |
| 18                                   | 6 июня 2007                          | Болгария                             | 1:2                                  | -                                    | Отборочные матчи ЧЕ-2008             |                                      |
| 19                                   | 22 августа 2007                      | Израиль                              | 2:1                                  | -                                    | Товарищеский матч                    |                                      |
| 20                                   | 8 сентября 2007                      | Румыния                              | 1:3                                  | -                                    | Отборочные матчи ЧЕ-2008             |                                      |
| 21                                   | 12 сентября 2007                     | Словения                             | 0:1                                  | -                                    | Отборочные матчи ЧЕ-2008             |                                      |
| 22                                   | 13 октября 2007                      | Люксембург                           | 0:1                                  | -                                    | Отборочные матчи ЧЕ-2008             |                                      |
| 23                                   | 17 октября 2007                      | Израиль                              | 1:2                                  | -                                    | Товарищеский матч                    |                                      |
| 24                                   | 17 ноября 2007                       | Албания                              | 4:2                                  | -                                    | Отборочные матчи ЧЕ-2008             |                                      |
| 25                                   | 21 ноября 2007                       | Нидерланды                           | 2:1                                  | -                                    | Отборочные матчи ЧЕ-2008             |                                      |
| 26                                   | 2 февраля 2008                       | Исландия                             | 2:0                                  | -                                    | Товарищеский матч                    |                                      |
| 27                                   | 4 февраля 2008                       | Армения                              | 1:2                                  | -                                    | Товарищеский матч                    |                                      |
| 28                                   | 27 мая 2008                          | Германия                             | 2:2                                  | -                                    | Товарищеский матч                    |                                      |
| 29                                   | 2 июня 2008                          | Финляндия                            | 1:1                                  | -                                    | Товарищеский матч                    |                                      |
| 30                                   | 6 июня 2009                          | Андорра                              | 5:1                                  | 2                                    | Отборочные матчи ЧМ-2010             |                                      |
| 31                                   | 12 августа 2009                      | Хорватия                             | 1:3                                  | -                                    | Отборочные матчи ЧМ-2010             |                                      |
| 32                                   | 5 сентября 2009                      | Хорватия                             | 0:1                                  | -                                    | Отборочные матчи ЧМ-2010             |                                      |
| 33                                   | 9 сентября 2009                      | Украина                              | 0:0                                  | -                                    | Отборочные матчи ЧМ-2010             |                                      |
| 34                                   | 10 октября 2009                      | Казахстан                            | 4:0                                  | -                                    | Отборочные матчи ЧМ-2010             |                                      |
| 35                                   | 14 октября 2009                      | Англия                               | 0:3                                  | -                                    | Отборочные матчи ЧМ-2010             |                                      |
| 36                                   | 14 ноября 2009                       | Саудовская Аравия                    | 1:1                                  | -                                    | Товарищеский матч                    |                                      |
| 37                                   | 18 ноября 2009                       | Черногория                           | 1:0                                  | -                                    | Товарищеский матч                    |                                      |
| 38                                   | 3 марта 2010                         | Армения                              | 3:1                                  | -                                    | Товарищеский матч                    |                                      |
| 39                                   | 27 мая 2010                          | Гондурас                             | 2:2                                  | -                                    | Товарищеский матч                    |                                      |
| 40                                   | 30 мая 2010                          | Южная Корея                          | 1:0                                  | -                                    | Товарищеский матч                    |                                      |
| 41                                   | 2 июня 2010                          | Швеция                               | 0:1                                  | -                                    | Товарищеский матч                    |                                      |
| 42                                   | 3 сентября 2010                      | Франция                              | 1:0                                  | -                                    | Отборочные матчи ЧЕ-2012             |                                      |
| 43                                   | 7 сентября 2010                      | Румыния                              | 0:0                                  | -                                    | Отборочные матчи ЧЕ-2012             |                                      |
| 44                                   | 8 октября 2010                       | Люксембург                           | 0:0                                  | -                                    | Отборочные матчи ЧЕ-2012             |                                      |
| 45                                   | 29 марта 2011                        | Канада                               | 0:1                                  | -                                    | Товарищеский матч                    |                                      |
| 46                                   | 7 июня 2011                          | Люксембург                           | 2:0                                  | 1                                    | Отборочные матчи ЧЕ-2012             |                                      |
| 47                                   | 10 августа 2011                      | Болгария                             | 1:0                                  | -                                    | Товарищеский матч                    |                                      |
| 48                                   | 2 сентября 2011                      | Босния и Герцеговина                 | 0:2                                  | -                                    | Отборочные матчи ЧЕ-2012             |                                      |
| 49                                   | 6 сентября 2011                      | Босния и Герцеговина                 | 0:1                                  | -                                    | Отборочные матчи ЧЕ-2012             |                                      |
| 50                                   | 7 октября 2011                       | Румыния                              | 2:2                                  | 1                                    | Отборочные матчи ЧЕ-2012             |                                      |
| 51                                   | 11 октября 2011                      | Польша                               | 0:2                                  | -                                    | Товарищеский матч                    |                                      |
| 52                                   | 15 ноября 2011                       | Ливия                                | 1:1                                  | 1                                    | Товарищеский матч                    |                                      |
| 53                                   | 15 августа 2012                      | Армения                              | 2:1                                  | -                                    | Товарищеский матч                    |                                      |
| 54                                   | 7 сентября 2012                      | Грузия                               | 0:1                                  | -                                    | Отборочные матчи ЧМ-2014             |                                      |
| 55                                   | 11 сентября 2012                     | Франция                              | 1:3                                  | -                                    | Отборочные матчи ЧМ-2014             |                                      |
| 56                                   | 14 ноября 2012                       | Израиль                              | 2:1                                  | -                                    | Товарищеский матч                    |                                      |
| 57                                   | 14 августа 2013                      | Черногория                           | 1:1                                  | 1                                    | Товарищеский матч                    |                                      |
| 58                                   | 6 сентября 2013                      | Кыргызстан                           | 3:1                                  | -                                    | Товарищеский матч                    |                                      |
| 59                                   | 11 октября 2013                      | Испания                              | 1:2                                  | 1                                    | Отборочные матчи ЧМ-2014             |                                      |
| 60                                   | 15 октября 2013                      | Япония                               | 1:0                                  | -                                    | Товарищеский матч                    |                                      |
| 61                                   | 4 сентября 2014                      | Таджикистан                          | 6:1                                  | 1                                    | Товарищеский матч                    |                                      |
| 62                                   | 8 сентября 2014                      | Люксембург                           | 1:1                                  | -                                    | Отборочные матчи ЧЕ-2016             |                                      |
| 63                                   | 9 октября 2014                       | Украина                              | 0:2                                  | -                                    | Отборочные матчи ЧЕ-2016             |                                      |
| 64                                   | 15 ноября 2014                       | Испания                              | 0:3                                  | -                                    | Отборочные матчи ЧЕ-2016             |                                      |
| 65                                   | 27 марта 2015                        | Македония                            | 2:1                                  | 1                                    | Отборочные матчи ЧЕ-2016             |                                      |
| 66                                   | 30 марта 2015                        | Габон                                | 0:0                                  | -                                    | Товарищеский матч                    |                                      |
| 7                                    | 7 июня 2015                          | Россия                               | 2:4                                  | -                                    | Товарищеский матч                    |                                      |
| 68                                   | 14 июня 2015                         | Испания                              | 0:1                                  | -                                    | Отборочные матчи ЧЕ-2016             |                                      |
| 69                                   | 5 сентября 2015                      | Украина                              | 1:3                                  | 1                                    | Отборочные матчи ЧЕ-2016             |                                      |
| 70                                   | 8 сентября 2015                      | Люксембург                           | 2:0                                  | -                                    | Отборочные матчи ЧЕ-2016             |                                      |
| 71                                   | 25 марта 2016                        | Армения                              | 0:0                                  | -                                    | Товарищеский матч                    |                                      |
| 72                                   | 29 марта 2016                        | Черногория                           | 0:0                                  | -                                    | Товарищеский матч                    |                                      |
| 73                                   | 31 августа 2016                      | Норвегия                             | 1:0                                  | -                                    | Товарищеский матч                    |                                      |
| 74                                   | 6 сентября 2016                      | Франция                              | 0:0                                  | -                                    | Отборочные матчи ЧМ-2018             |                                      |
| 75                                   | 7 октября 2016                       | Нидерланды                           | 1:4                                  | -                                    | Отборочные матчи ЧМ-2018             |                                      |
| 76                                   | 10 октября 2016                      | Люксембург                           | 1:1                                  | -                                    | Отборочные матчи ЧМ-2018             |                                      |
| 77                                   | 9 ноября 2016                        | Греция                               | 1:0                                  | -                                    | Товарищеский матч                    |                                      |
| 78                                   | 13 ноября 2016                       | Болгария                             | 0:1                                  | -                                    | Отборочные матчи ЧМ-2018             |                                      |